# Salima Mazari
Salima Mazari (persiano: سلیمه مزاری; Iran, 1980) è una politica afghana, dal 2018 al 2021 governatore distrettuale del distretto di Charkint nella provincia di Balkh in Afghanistan e una delle tre donne governatrici distrettuali in Afghanistan.
È anche un membro della comunità hazara, principalmente sciita, che è stata a lungo perseguitata dagli estremisti talebani sunniti e dall'organizzazione dello Stato islamico in questo paese lacerato da divisioni etniche e religiose.

## Biografia
Mazari è nata in Iran nel 1980,  rifugiata poiché la sua famiglia era fuggita dall'invasione sovietica dell'Afghanistan. È cresciuta in Iran, si è laureata all'Università di Teheran e ha lavorato per l'Organizzazione Internazionale per le Migrazioni, prima di tornare in Afghanistan.

### Governatore del distretto di Charkint
Nel 2018 è stata nominata governatore distrettuale del distretto di Charkint nella provincia di Balkh. In qualità di governatrice, ha formato una commissione di sicurezza per reclutare milizie locali nella lotta contro i talebani. Nel 2020 ha negoziato la resa di oltre 100 soldati talebani nella sua provincia.
Rafforza le forze di sicurezza locali e cerca di interessare la popolazione alla politica e agli affari pubblici, chiedendo regolarmente loro opinioni e idee su come migliorare la situazione nel distretto, in un contesto in cui l'altissima corruzione crea una spaccatura tra la popolazione e i governanti. Poco dopo la sua nomina, un'équipe dell'UNICEF è andata a incontrarla nel suo distretto per organizzare programmi per l'iscrizione a scuola, la lotta contro la mortalità infantile e contro i matrimoni precoci.
Nel 2019, in occasione della Giornata Internazionale dell'Alfabetizzazione, ha incontrato una delegazione della Missione di Assistenza delle Nazioni Unite in Afghanistan nella città di Mazâr-e Sharîf, oltre a una quarantina di altri partecipanti, tra cui rappresentanti dei dipartimenti provinciali dell'istruzione e degli affari femminili, delle università e della società civile. Salima Mazari sostiene la ricerca di una strategia coerente e a lungo termine per l'emancipazione delle donne e rompere il ciclo della povertà e della dipendenza economica, affermando: "Abbiamo bisogno di un approccio olistico per cambiare la cultura della nostra società che ha un impatto negativo sulle donne".

### La fuga nel 2021
Durante l'offensiva talebana del 2021, si è rifiutata di fuggire come hanno fatto molti altri governatori del paese, con il suo distretto che ha opposto una resistenza significativa ai talebani. Fino al completo collasso della Repubblica islamica dell'Afghanistan in seguito alla caduta di Kabul, il suo è stato uno dei pochi distretti del paese a rimanere non occupato dai talebani.  Salima Mazari ha organizzato la resistenza nel suo distretto reclutando più di 600 miliziani, supportati dalle forze di sicurezza locali. Questi miliziani, agricoltori, pastori o operai vendevano il loro bestiame per comprare armi. Ma dopo diversi giorni di confronto, di fronte alla schiacciante superiorità militare dei talebani, si dice che Salima Mazari abbia chiesto loro di ritirarsi.
Dal 18 agosto, nei notiziari emergeva la preoccupazione  per la sua cattura.  Secondo il successivo rapporto di notizie Time.com, Mazari era nell'ufficio del governatore provinciale quando la notizia della resa di Balkh e della caduta di Mazar-i-Sharif l'aveva raggiunta; dopo aver constatato che anche il suo distretto di Charkint era bloccato, aveva deciso di bloccare la lotta per evitare un bagno di sangue ed è fuggita negli Stati Uniti con l'aiuto di Evacuazione degli Stati Uniti dall'Afghanistan nel 2021.
È stata riconosciuta come una delle 100 donne del 2021 della BBC.